# Misumenops spinitarsis
Misumenops spinitarsis là một loài nhện trong họ Thomisidae.
Loài này thuộc chi Misumenops. Misumenops spinitarsis được Cândido Firmino de Mello-Leitão miêu tả năm 1932.